# Иванова, Наталья Александровна
Наталья Александровна Иванова (род. 1979) — российская гимнастка, мастер спорта международного класса, призёр чемпионата мира.

## Биография
Родилась в 1979 году в Чебоксарах. Воспитанница Детско-юношеской спортивной школы олимпийского резерва по спортивной гимнастике (ДЮСШОР) в городе Чебоксары. Выступала за команду Вооруженных Сил Российской Федерации, г. Санкт-Петербург. В 1994 году стала чемпионкой России в упражнениях на бревне, на чемпионате мира завоевала бронзовую медаль в командном первенстве. В 1995 году стала серебряной призёром чемпионата России в упражнениях на брусьях и в упражнениях на бревне.